# Gilfert
Der Gilfert ist ein 2506 Meter hoher Berg in den Tuxer Alpen. Er ist der am weitesten nach Norden vorragende Teil des Rastkogel-Massivs und ist daher vom unteren Inntal aus fast überall zu sehen. 

## Lage und Landschaft
Der Gipfel trägt ein großes Gipfelkreuz, ebenso die zwei nordwestlichen Vorgipfel (Wetterkreuz) und das nordöstliche Sonntagsköpfl (2.244 m). In die Ostflanke eingekerbt ist Das Kar, ein fast zu drei Viertel geschlossener Felskessel. Er entwässert über den Lamarkbach ins untere Zillertal.
Obwohl das Bergmassiv Gilfert - Rastkogel einen sehr ausgeprägten, sich mehrfach verzweigenden Kamm hat, sind die Felswände großteils in Nord-Süd-Richtung orientiert. Diese geologische Besonderheit gibt der stark gegliederten Berggruppe ihren eigenen Charakter.

## Wege
Der Gipfel des Gilfert ist von Innerst bei Weerberg (Südhang des Inntals) über die Nonsalm (1.785 m) unschwierig zu erreichen. Die Route Innerst - Nonsalm wird im Winter und Frühjahr gerne auch mit Skiern oder Schneeschuhen bestiegen, weil der Anstieg relativ lawinensicher ist. Ein zweiter Aufstieg führt von Pill oder die Bezirkshauptstadt Schwaz aus fast parallel zum Gipfel.

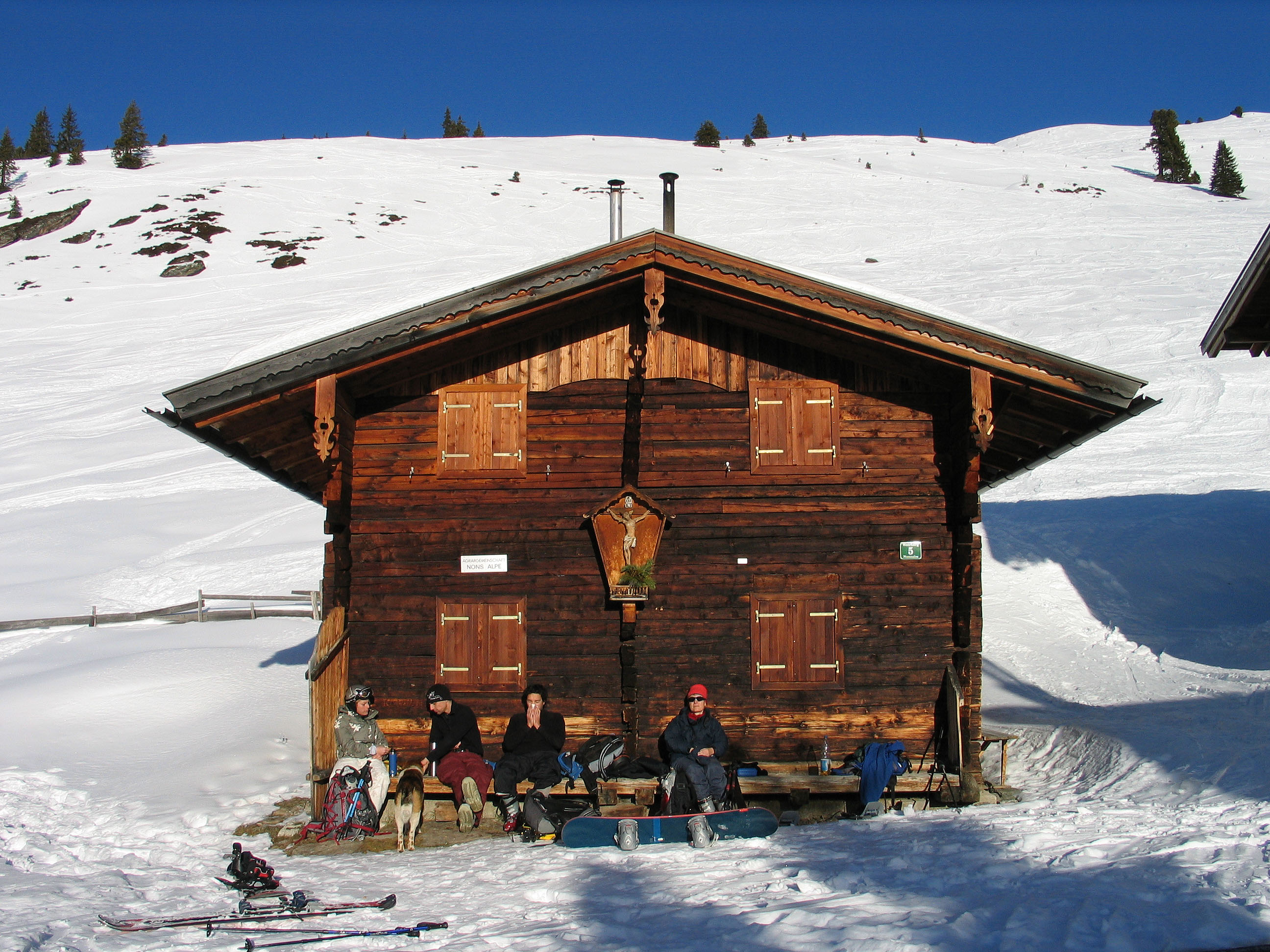
Nonsalm am Gilfert
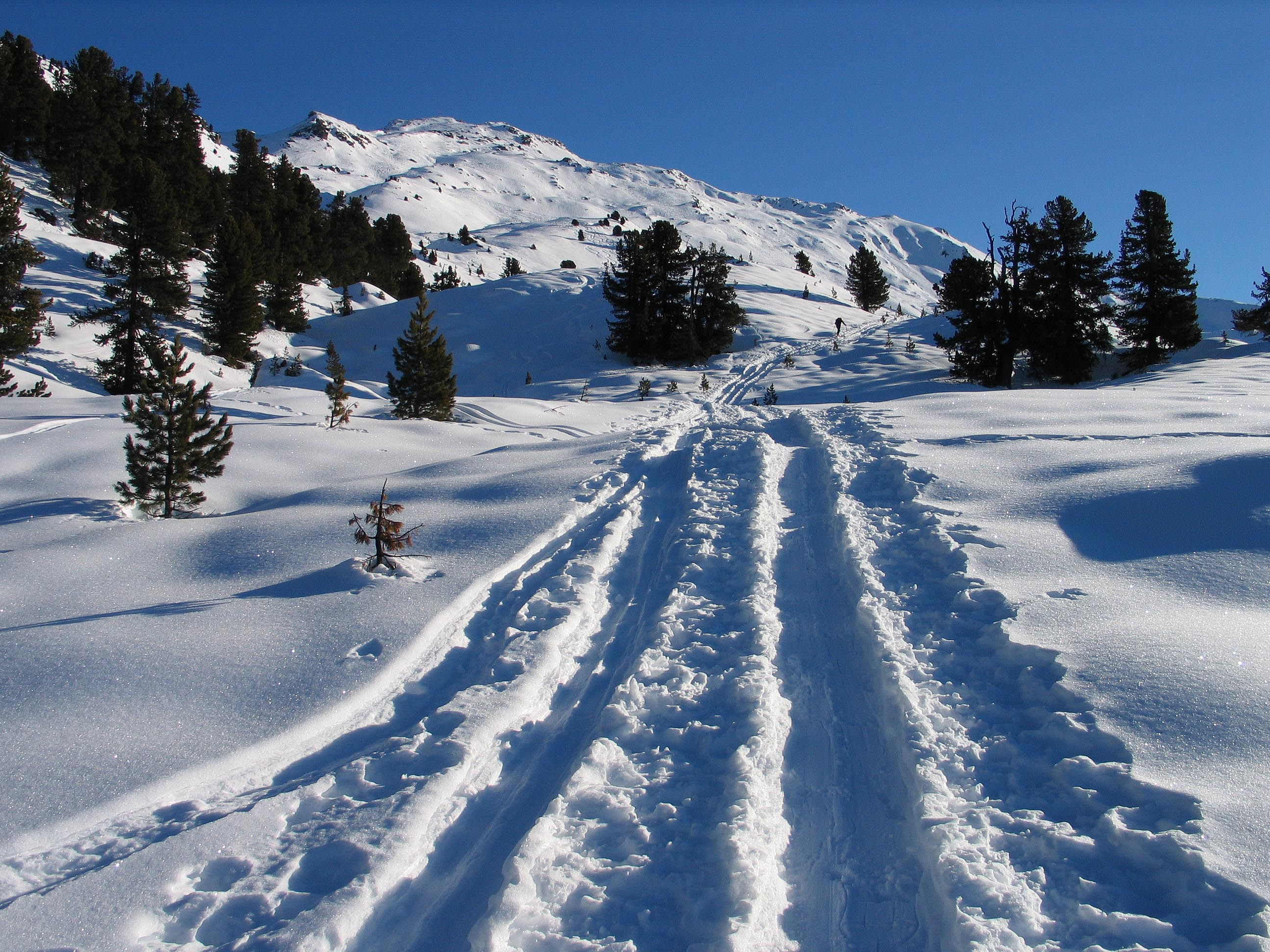
Skianstieg zum Gilfert im Dezember

Siehe auch: Kellerjoch, Pangert

## Skigebiet oder Schutzgebiet?
Über die Erschließung des Gilfert als Schigebiet (siehe auch jahrelange Debatte zum Ausbau des Kellerjochgebietes), oder aber die Ausweisung als Schutzgebiet, wird seit vielen Jahren diskutiert. Zum einen wurde schon lange ein Ruhegebiet Gilfert - Rastkogel angedacht, zum anderen sind die Inntalgemeinden um Weer bemüht, einen Zugang zum Skigebiet Hochfügen-Hochzillertal zu erreichen, dessen Anlagen den Kamm erschließen würden. Eine raumplanerische Grundsatzentscheidung über die Zukunft der zentralen Tuxer Alpen steht aus.